# サイオト郡 (オハイオ州)
サイオト郡（: Scioto County）は、アメリカ合衆国オハイオ州の南部中央、サイオト川がオハイオ川に合流する地点に位置する郡である。2010年国勢調査での人口は79,499人であり、2000年の79,195人から0.4%増加した。郡庁所在地はポーツマス市（人口20,226人）であり、同郡で人口最大の都市でもある。
サイオト郡はその全体でポーツマス小都市圏を構成している。1803年3月24日にアダムズ郡から分離して設立された。郡名はサイオト川に由来しており、インディアンの言葉で「鹿」あるいは「鹿の狩り」を意味している。前オハイオ州知事テッド・ストリックランドが子供時代を郡内で過ごした。

## 地理
アメリカ合衆国国勢調査局に拠れば、郡域全面積は616.15平方マイル (1,595.8 平方キロメートル)であり、このうち陸地610.21平方マイル (1,580.4 平方キロメートル)、水域は5.94平方マイル (15.4 平方キロメートル)で水域率は0.96%である。郡内の多くの場所、特にショーニー州立公園のある西半分は深い森になっている。

### 交通

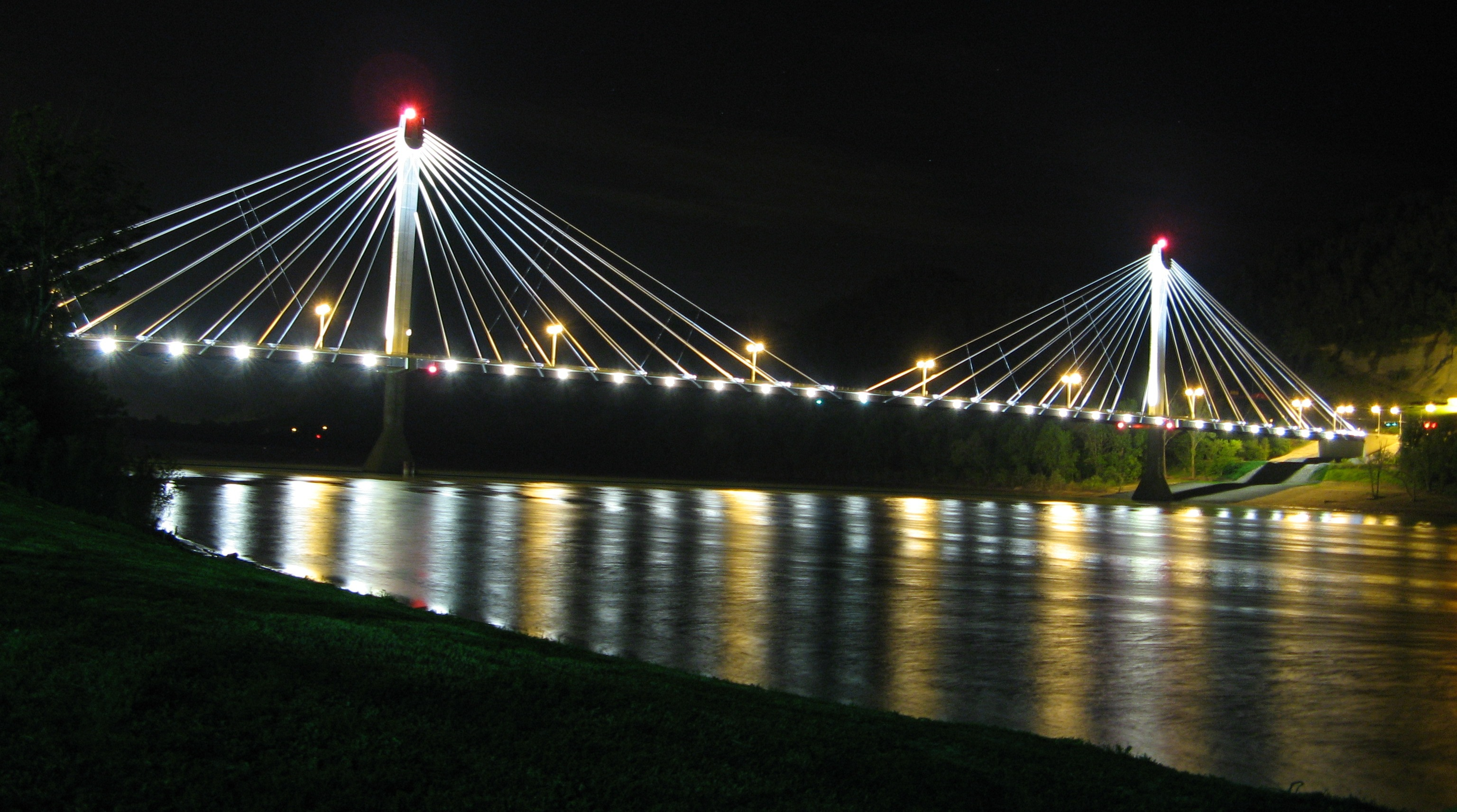
ポーツマス市中心街、オハイオ川に架かるアメリカ国道23号線に新設されたユリシーズ・グラント橋、ケンタッキー州側から見る夜景

#### 主要高規格道路
郡内には南北方向のアメリカ国道23号線と東西方向の同52号線という2本の主要幹線道路がある。その他州道では73号線、104号線、125号線、139号線、140号線、335号線、348号線、522号線、728号線、776号線が通っている。他にも郡内を通る州道が幾本かある。

#### 鉄道
ノーフォーク・サザン鉄道が長距離輸送用の貨物駅を郡内に置いており、現在は修理工場を再開している。アムトラックはニューヨークからシカゴを繋ぐ旅客列車「カーディナル」を運行しており、サイオト郡民も利用できる。駅はオハイオ川を渡ったケンタッキー州サウスショアにある。

#### 空港
ポーツマスから州道335号線で南東に約14マイル (23キロメートル)、ミンフォードにあるグレーター・ポーツマス地域空港が利用できる。定期商業便がある最も近い空港はポーツマスから州間高速道路64号線で約60マイル (100 キロメートル) 東にあるハンティントン/トリ・ステイト空港 (HTS) である。

### 公共交通
サイオト郡の公共交通は、アクセス・サイオト・カウンティ(ASC)が行っている。

### 隣接する郡
- パイク郡 - 北
- ジャクソン郡 - 北東
- ローレンス郡 - 東
- グリーナップ郡 (ケンタッキー州) - 南
- ルイス郡 (ケンタッキー州) - 南西
- アダムズ郡 - 西

### 国立保護地域
- ウェイン国立の森（部分）

### 主要公園と文化制度
ショーニー州立林公園は面積88,000エーカー (360 平方キロメートル) と州内最大の公園であり、郡西部にある。ブラッシュクリーク州立公園が郡北西部に入っている。またポーツマスの西、アメリカ国道52号線沿いのアール・トーマス・コンリー公園など、各郡区にも多くの公園や保養地域がある。公有地としてはアイアントン・レンジャー地区にあるウェイン国立の森もある。この広さ241,000エーカー (980 平方キロメートル) の森はサイオト郡の3つの郡区で12,000エーカー (49 平方キロメートル) に広がっている。バーノン郡区には6,793エーカー (27.5 平方キロメートル)、グリーン郡区には81,695エーカー (330.6 平方キロメートル)、ブルーム郡区には4,008.29エーカー (16.0 平方キロメートル) が入っている。
ポーツマス市内には、住民と地域社会の用途のために14の公園がある。アレクサンドリア公園（オハイオ川とサイオト川の合流点）、オーランド公園（サイオトビルのボンサー・アベニュー）、バノン公園（ファーリー広場近く）、ブランチ・リッキー公園（堤防に近いウィリアムズ通り）、バッカイ公園（ブランチ・リッキー公園の近く）、シンディ・シークレスト公園（サイオトビル）、ドクター・ハートレイジ公園（サイオトビルのローズ通り）、ラボールド公園（スパルタン・スタジアム近く）、ラリー・ハイル公園（23番通りとトマス・アベニュー）、マウンド公園（17番通りとハッチンス通り）、ヨーク公園（川沿い）、スパルタン・スタジアム、トレイシー公園（チリコシー通りとゲイ通り）、ウェグホースト公園（4番通りとジェファーソン通り）である。
ショーニー州立大学キャンパスにあるバーン・リフ芸術センターでは、ブロードウェイの劇やミス・オハイオのショーなど、多くの地元や移動公演の行事が開催される。郡内にはアメリカ合衆国国家歴史登録財に指定されているボニーフィドル歴史地区、ショーニー州立大学のクラーク・プラネタリウム、1810年の邸宅、グリーナップ・ロックス・アンド・ダム、フィリップ・ムーア石造邸宅、歌手ロイ・ロジャーズの記念品展示場、南オハイオ博物館、スパルタン市民スタジアムがある。
カーネギー図書館でもあるポーツマス公共図書館とその5つの支所が1879年以来郡民にサービスしている。支所はルーカスビル、ニューボストン、マクダーモット、サウスウェブスター、ウィーラーズバーグにある。

### 著名な祭り
サイオト郡はポーツマスの「リバー・デイズ」祭りで良く知られており、パレード、地元高校と協力したショー、オハイオ川でのボートレース、音楽公園や、移動遊園地が出る。レーバーデー（9月の第1月曜）の週末に開催され、木曜の夜から土曜のショーとパレードまで続く。
毎年8月第1週の一週間はサイオト郡祭りが開催されている。州内最大規模であり、毎年約75,000人の観衆が集まる（単一の日では17,000人が記録）。最初に開催されたのは1828年のことだった。1908年にはルーカスビルが公式会場になり、このときマウントジョイ、ポーツマスおよびルーカスビルの3つの祭りが一つになった。ロイ・ロジャーズの帰郷祭りが毎年6月に開催され、7月4日の独立記念日には多くの花火が打ち上げられる。

## 人口動態
以下は2000年国勢調査による人口統計データである。
| 基礎データ - 人口: 79,195人 - 世帯数: 30,871 世帯 - 家族数: 21,362 家族 - 人口密度: 50人/平方キロメートル（129人/mi2） - 住居数: 34,054軒 - 住居密度: 21軒/平方キロメートル（56軒/mi2） 人種別人口構成 - 白人: 94.88% - アフリカン・アメリカン: 2.73% - ネイティブ・アメリカン: 0.63% - アジア人: 0.24% - 太平洋諸島系: 0.02% - その他の人種: 0.18% - 混血: 1.31% - ヒスパニック・ラテン系: 0.60% 年齢別人口構成 - 18歳未満: 24.4% - 18-24歳: 9.6% - 25-44歳: 28.3% - 45-64歳: 22.7% - 65歳以上: 14.9% - 年齢の中央値: 37歳 - 性比（女性100人あたり男性の人口） - 総人口: 95.3 - 18歳以上: 91.2 | 世帯と家族（対世帯数） - 18歳未満の子供がいる: 31.8% - 結婚・同居している夫婦: 52.3% - 未婚・離婚・死別女性が世帯主: 13.1% - 非家族世帯: 30.8% - 単身世帯: 26.9% - 65歳以上の老人1人暮らし: 12.5% - 平均構成人数 - 世帯: 2.45人 - 家族: 2.96人 収入と家計 - 収入の中央値 - 世帯: 28,008米ドル - 家族: 34,691米ドル - 性別 - 男性: 32,063米ドル - 女性: 21,562米ドル - 人口1人あたり収入: 15,408米ドル - 貧困線以下 - 対人口: 19.3% - 対家族数: 15.2% - 18歳未満: 25.4% - 65歳以上: 12.8% |

## 郡政府
ポーツマス市がサイオト郡の郡庁所在地であり、庁舎は6番通りとコート通りの角にある。1936年に建設された。
郡監獄はかつて郡庁舎内にあったが、現在はノーフォーク・サザン鉄道の駅があったアメリカ国道23号線近くの地にできた新しい施設に入っている。2006年に建設された。
郡内のルーカスビルには南オハイオ矯正施設がある。この施設は州内唯一の最大安全保障刑務所であり、死刑囚が刑を執行される場所でもある。
郡の保守用ガレージがルーカスビルにある。

## 郡区

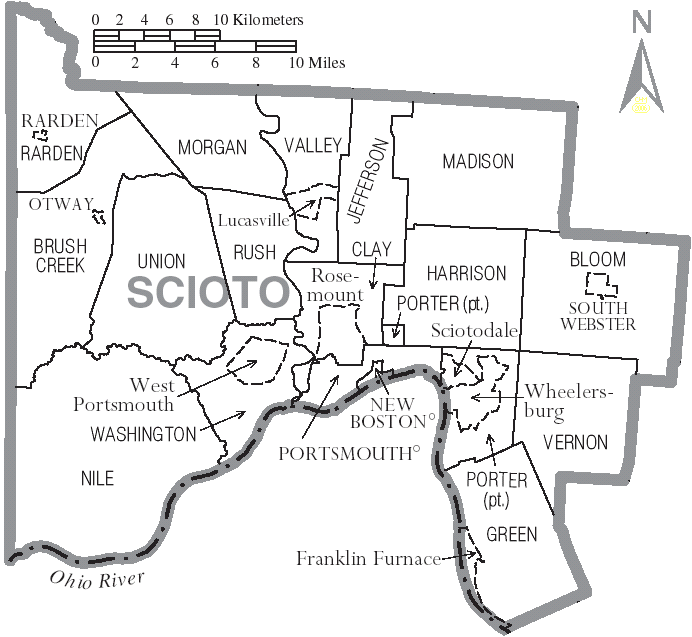
サイオト郡図

サイオト郡は下記16の郡区に分割されている。
| - ブルーム - ブラッシュクリーク - クレイ - グリーン | - ハリソン - ジェファーソン - マディソン - モーガン | - ナイル - ポーター - ラーデン - ラッシュ | - ユニオン - バレー - バーノン - ワシントン |

### 都市
- ポーツマス - 郡庁所在地

### 村
| - ニューボストン - オットウェイ | - ラーデン - サウスウェブスター |

### 国勢調査指定地域
| - クラークタウン - フランクリンファーネス - フレンドシップ - ルーカスビル | - マクダーモット - ミンフォード - ローズマウント | - サイオトデール - ウェストポーツマス - ウィーラーズバーグ |

### 未編入の町
| - ヘイバーヒル | - ミュールタウン | - サイオトファーネス |

## 経済
サイオト郡の経済はポーツマス市経済の成功と失敗に左右されている。1970年代まで製鉄所や靴製造工場など重工業が郡経済を引っ張っていた。これらの工場が閉鎖されて以降、職が無くなり、収入が減った。今日、南オハイオ医療センターのようなサービス産業が郡内最大の雇用主となっている。また州内最新の州立大学であるショーニー州立大学がある。学生と准学士、学士、修士の数は3,300人から4,000人である。最近の経済成長と変化は南オハイオ医療センターとショーニー州立大学の動向にかかっている。
2002年11月、近くのパイクトンにあるポーツマス・ウラン濃縮プラントが、アメリカ原子力学会から原子力歴史記念物に認定された。1952年から1960年代半ばまでは軍用の核兵器のウラン濃縮に使われていたが、その後商業用原子力発電所の燃料生産に特化してきた。2001年には濃縮操作を止め、運転支援と管理機能になり、外部からの契約業務を遂行している。ウラン濃縮はケンタッキー州パデューカにある姉妹プラントに移された。この機能は2つのプラントで受け持っていたものだった。アメリカ合衆国濃縮会社のこの地域における利益はパイクトンに建設中のアメリカン遠心分離プラントで強力さを保っている。この営業ウラン濃縮施設は最大500人を雇用し、年間分離作業単位350万の生産を行うと期待されている。
郡内のフランクリンファーネス近くにはサンコーク（コークス製造）とデューク・エナジー（電力）の会社もある。世界で靴紐の製造では最大の会社であるミッチェルレースも郡内にある。またやはり世界最大のオーク材製材会社であるグラーフ兄弟フローリング・アンド・ランバー社が郡内に製材所を2つ持っている。その本社は川向う、ケンタッキー州サウスショアにある。

## 教育

### 高等教育機関
以前にオハイオ大学南キャンパスが郡内にあった。しかし、1980年代初期にローレンス郡のアイアントン市に移転した。元大学の建物は、1986年に州立の13番目の最新の大学として設立されたショーニー州立大学となった。当初はショーニー州立コミュニティカレッジだった。またデイマー・カレッジもあり、2010年夏で学生数が300人を超えている。

### 公共教育学区
郡内には10の公共教育学区、1つの私立学校システム、およびチャータースクールが1つあり、また幾つかのキリスト教系学校もある。教育学区は、ブルーム・バーノン（サウスウェブスター）、クレイ、グリーン、ミンフォード、ニューボストン、ノースウェスト、ノートルダム（カトリック系）、ポーツマス、サイオトビル・コミュニティ/イースト高校（チャーター）、バレー、ワシントン・ナイル（ポーツウェスト）、ウィーラーズバーグがある。これら教育体系は学業だけでなく、スポーツや地域社会活動にも力を入れている。

## メディア
サイオト郡は多くのテレビ市場の分岐線上にある。コロンバス、シンシナティ、ハンティントン・チャールストンの市場がある。ポーツマスには地元テレビ局が2つある。CWテレビジョンネットワークの系列局WQCWはポーツマスとチャールストンに事務所がある。最近できたWTZP「ザ・ゾーン」はアメリカ・ワンの系列であり、ニュース、高校スポーツ、地域行事や地元政策の地域に関するショーなど大量の地元中心のプログラムを流している。ラジオはAMが2局とFM1局が郡と周辺地域に放送を送っている。
新聞は3紙ある。「ポーツマス・デイリー・タイムズ」が唯一の日刊紙である。「コミュニティ・コモン」は無料隔週刊新聞であり、「サイオト・ボイス」は週刊紙であり、購読者に郵送されている。「ユニバーシティ・クロニクル」はショーニー州立大学の学生新聞である。
上記のメディアの中でWTZP テレビ、AMラジオ局の1つ、新聞の「サイオト・ボイス」の3つのみが地元で所有され、運営されている。

## スポーツ

### プロスポーツ
1920年代から1930年代にはセミプロのアメリカンフットボールチームがあった。著名なのはポーツマス・サイオト・スティーラーズであり、選手兼コーチのジム・ソープなどがいた。1929年から1933年にはポーツマス・スパルタンズがいた。このチームは後の1934年にNFLに加入したデトロイト・ライオンズとなった。スパルタンズは1930年にグリーンベイ・パッカーズを相手に最初のナイトゲームを戦った。
野球ではポーツマス・エクスプローラーズが、傘下に入らないマイナーリーグ野球組織であるフロンティアリーグの最初期のチームだった。エクスプローラーズは1993年から1995年の最初の3シーズンでプレイした。1938年、セントルイス・カージナルスが所有するマイナーリーグのチームであるポーツマス・レッドバーズが本拠地にしていた。

### 大学スポーツ
ショーニー州立大学は大学運動競技全米協会のメンバーである（NAIA ディビジョンII）。後援のあるスポーツ11のうちの6競技で、24の全国選手権に参加してきた。女子バスケットボールチームは1999年に全国制覇を行い、1995年はベストフォーだった。ソフトボールチームも全国大会に出場し、何度かベスト16に残った。1992年は10位、1995年は8位、1996年は9位、2001年も9位だった。

### アマチュア
地元12の高校、その他教育機関、成人リーグ、開発リーグが多くの競技会に参加している。オハイオ州高校運動競技協会の55の大会に参加して州の優勝を15回獲得した。

## 著名な出身者
- キャスリーン・バトル、オペラ歌手
- ラリー・ハイズル、メジャーリーグベースボール選手、ミルウォーキー・ブルワーズなど
- アル・オリバー、メジャーリーグベースボール選手、ピッツバーグ・パイレーツなど
- ブランチ・リッキー、メジャーリーグベースボール選手、監督、球団経営者
- テッド・ストリックランド、前オハイオ州知事